# Erythrodiplax laurentia
Erythrodiplax laurentia ist eine Libellenart aus der Unterfamilie Sympetrinae. Die Art ist im Guayanagebiet verbreitet. Erstmals beschrieben wurde die Art im Jahr 1942 von Donald Joyce Borror anhand eines Tieres aus Saint-Laurent-du-Maroni in Französisch-Guayana. Der Sammlungsort des Holotypus stand auch Pate für den Namen der Art.

## Merkmale
Mit Ausnahme des Gesichts ist das Männchen schwarz. Beim Weibchen hingegen ist der Thorax dunkelgrün bräunlich und der Hinterleib (Abdomen) bräunlich schwarz. Das Abdomen misst beim Männchen zwischen 18,0 und 20,5 Millimeter – beim Weibchen um die 21,0 Millimeter. 
Bei den männlichen Tieren ist das Occiput oben dunkelbraun und wird nach hinten hin gelblicher. Der Vertex ist metallisch blau. Die Farbgebung der Stirn ist dunkelbraun-schwärzlich. Nach oben hin wird sie jedoch metallisch blau und zu den Seiten gelblich blau. Während das Labium und die Oberlippe (Labrum) dunkel gelblich grün, beziehungsweise braun sind, ist die sich daran anschließende Stirnplatte (Clypeus) dunkel grünlich braun. 
Die durchsichtigen Hinterflügel der Männchen schwanken in der Länge zwischen 21,5 und 24,5 Millimetern. Jene der Weibchen sind ungefähr 25 Millimeter lang. An der Basis der Flügel befindet sich ein bräunlich schwarzer Fleck. An den Spitzen sind die Flügel leicht bräunlich angehaucht. Das Flügelmal (Pterostigma) misst bei den Männchen zwischen 2,6 und 2,9 Millimeter.

## Ähnliche Arten
Am ähnlichsten sind Erythrodiplax laurentia die Arten Erythrodiplax unimaculata und Erythrodiplax kimminsi. Eine sichere Unterscheidung lässt sich nur auf Grund der Penisstruktur treffen. Ein erster Anhaltspunkt ist der meist deutlich größere Flügelfleck bei E. unimaculata.

## Belege
1. 1 2 3  Donald Joyce Borror: A Revision of the Libelluline Genus Erythrodiplax (Odonata), The Ohio State University, Columbus, 1942